# خاماليا
خاماليا أو زهرة إكليل أو دفنة وردية (الاسم العلمي: Daphne cneorum) هي نوع من النباتات المزهرة من فصيلة مثنانية. وهو من النباتات السامة.